# Росс, Джеймс Гамильтон
Дже́ймс Га́мильтон Ро́сс (англ. James Hamilton Ross,
12 мая 1856, Лондон — 14 декабря 1932,
Виктория) — канадский политик, сенатор, спикер законодательного собрания Северо-западных территорий, третий комиссар Юкона.

## Биография
В 1870-х годах Росс вместе с родителями переезжает в Манитобу. В 1882 году Росс в отряде из пяти человек исследует маршрут для Канадской тихоокеанской железной дороги на месте современного Мус-Джау, Саскачеван. Через четыре дня он начинает строительство усадьбы и становится первым постоянным жителем города.
В 1886 году Росс женился на Барбаре Элизабет Маккей. Его сын, Джон Гордон Росс (1891—1972), также занимался политикой.

## Политическая карьера
В 1887 году Росс вступил в либеральную партию Канады.
C 1883 года по 1901 год заседал в законодательном совете Северо-Западных территорий, ставшим законодательным собранием после 1888 года. Был избран спикером законодательного собрания в 1891 году и оставался на посту до 1894 года.
Несмотря на либеральные взгляды был сторонником получения Саскачеваном статуса провинции и проводил первые выборы ответственного правительства, во многом благодаря Россу территории получили выборное ответственное правительство. В первом правительстве Саскачевана Росс был министром сельского хозяйства, общественных работ и секретарём территории. В 1899 году он отказался от этих постов и стал Казначеем территории. По другим источником годы работы на этих постах отличаются
В 1899 году Росс ведёт переговоры в индейцами народа атабаски на территории современной Альберты.
Подписанный при его участии в 1899 году договор 8 между индейцами и правительством, позволяет правительству не только заниматься сельским хозяйством и строительством транспортных сетей в северной части Саскачевана, но и добычей полезных ископаемых. За индейцами остается право на охоту и рыболовство на всей территории за исключением промышленных районов.
11 марта 1901 года Росс был назначен третьим комиссаром Юкона. После выборов 1902 года он стал первым членом Палаты общин Канады от Юкона. С 1904 года и до самой смерти Росс заседает в Сенате Канады.